# المتحف لفنون وتقاليد المغرب
المتحف لفنون وتقاليد المغرب هو متحف خاص قيد البناء في مدينة الدار البيضاء المغربية وكان افتتاحه مرتقبا في 2018.
في أكتوبر 2017، وضعت ليلى مزيان حجر الأساس للمتحف لفنون وتقاليد المغرب الذي تبنيه عند تقاطع شارع مولاي يوسف وشارع إبراهيم الروداني في الدار البيضاء.
المشروع رقعته 1200 م² وقامته 26 متر، ومن المترقب أن تبلغ تكفلته 79 ملايين درهم مغربي. المهندس المعماري المكلف بالمشروع هو طارق ولعلو، وكان من المرتقب أن يفتتح المتحف في 2018.